# Золотой телёнок (премия)
«Золотой телёнок» — премия, учреждённая в 1970 году редакцией «Литературной газеты» («Клубом 12 стульев»). Ежегодно присуждается за лучшие сатирические и юмористические произведения, а также рисунки и карикатуры, размещённые в рубрике «Клуб 12 стульев» (на 16-й полосе газеты). Название является отсылкой к одноимённому роману И. Ильфа и Е. Петрова. Лауреатам премии выдаётся диплом, некоторое время премия включала также денежную сумму (в частности, в 1994 году — 40 тыс. рублей) (однако по воспоминаниям А. Половца — одного из создателей премии — ему после присуждения прислали только диплом).
Изначально премия «Золотой телёнок» называлась призом («Золотой телёнок», «Серебряный телёнок» и «Бронзовый телёнок», к которым также прилагалась денежная премия). Победителей выбирало жюри под председательством администратора клуба Виктора Веселовского. В состав жюри входили кинорежиссёр Леонид Гайдай, писатели Фазиль Искандер и Леонид Лиходеев, народные артисты СССР Леонид Утёсов и Аркадий Райкин и другие.
В течение нескольких десятков лет с момента создания являлась единственной в стране премией для карикатуристов.
Лауреатами премии «Золотой телёнок» в разные годы становились такие известные юмористы, как поэт-пародист Александр Иванов, поэт Владимир Вишневский, писатели Михаил Задорнов, Лион Измайлов, Виктор Коклюшкин, Михаил Жванецкий, Григорий Горин, Игорь Иртеньев, Аркадий Инин и Аркадий Арканов, Анатолий Трушкин, Виктор Шендерович, Семён Альтов, Байрам Салимов и многие другие.

## Лауреаты премии «Золотой телёнок»
- 1968 год: Григорий Горин, Виктория Токарева, Владимир Владин.
- 1969 год: Григорий Горин (повторно), Магомед-Загид Аминов.
- 1970 год: Владлен Бахнов, Александр Курляндский, Аркадий Хайт, Борис Егоров, Андрей Кучаев.
- 1971 год: Аркадий Арканов, Михаил Кривич, Ольгерт Ольгин, Сергей Бодров-ст., Александр Иванов, Владимир Иванов.
- 1972 год: Дмитрий Иванов, Владимир Трифонов, Валерий Джалагония, Павел Хмара, Вагрич Бахчанян, Анатолий Эйрамджан, B. Зубков, В. Карпов, Б. Норман, Леонид Подольский, Аркадий Спичка, Юрий Батицкий.
- 1973 год: Х. Чугуев, Герман Дробиз, Владлен Бахнов (повторно), Лион Измайлов, Юрий Волович, С. Каминский, Анатолий Эйрамджан (повторно), Виталий Песков, Сергей Тюнин.
- 1974 год: Евгений Шатько, Марк Розовский, Борис Козлов, B. Свиридов, Варлен Стронгин, Евгений Загданский, Семён Альтов, Николай Елин, Владимир Кашаев, И. Макаров.
- 1975 год: Леонид Лиходеев, Леонид Зорин, Виктор Славкин, Михаил Мишин, Валентин Розанцев, Л. Наумов, Олег Молотков, Борис Викторов.
- 1976 год: Владимир Луговой, Аркадий Хайт (повторно), З. Грибенко, Евгений Шатько (повторно), Александр Иванов (повторно), Татьяна Нойонен, Михаил Генин , Юрий Ивакин, Лев Новожёнов, Владимир Лебедев.
- 1977 год: Владлен Бахнов (третий раз), Владимир Панков, Александр Курляндский (повторно), Лион Измайлов (повторно), Аркадий Инин, Леонид Осадчук, Игорь Двинский, В. Коваль, Николай Исаев, Валерий Токарев, Герберт Кемоклидзе, Борис Брайнин.
- 1978 год: Дмитрий Иванов (повторно), Владимир Трифонов (повторно), Юрий Левитанский, Виктория Тубельская, Варлен Стронгин (повторно), Борис Ларин, Анатолий Рас, Виктор Гастелло, О. Донской, Семён Комиссаренко, Василий Дубов.
- 1979 год: Витауте Жилинскайте, Евгений Шатько (третий раз), Михаил Задорнов, Лион Измайлов (третий раз), Алексей Пьянов, Наум Лабковский, Никита Богословский, А. Саркисов, А. Толмазов, Александр Хорт.
- 1980 год: Нодар Думбадзе, Виктор Славкин (повторно), Зиновий Паперный, Владимир Колечицкий, Юрий Серов, Юрий Аратовский, Нурали Латыпов, Владимир Владин (повторно), Феликс Ефимов, Олег Кузнецов.
- 1981 год: Анатолий Карпов, Евгений Гик, Римма Казакова, Владимир Костров, Александр Кабаков, Михаил Мишин (повторно), Виталий Витальев, Данил Рудый, Семён Лившин, Валерий Чудодеев, Казбек Исмагилов, Виктор Афонин, Л. Фулыштинский, Семён Комиссаренко (повторно), Владимир Лебедев (повторно), Михаил Златковский.
- 1982 год: Леонид Лиходеев (повторно), Леонид Зорин (повторно), Владимир Климович, Эдуард Медведкин, Святослав Спасский, Александр Бердичевский, А. Климов, Е. Дмитриев, Ю. Мосешвили, Л. Кабиров, С. Малоземцев.
- 1983 год: Л. Фульштинский (повторно), Захид Халил, Владимир Тодоров, Байрам Салимов, Савелий Цыпин, Сергей Дяченко, Михаил Успенский, И. Капельницкий, В. Хасанкаев.
- 1984 год: Ираклий Андроников, Наталия Ильина, Роберт Рождественский.
- 1985 год: Сергей Михалков, Леонид Зорин (третий раз), Д. Евдокимов, Л. Сальников.
- 1986 год: Михаил Жванецкий, Л. Лазарев, Леонид Резников, Виталий Песков (повторно).
- 1987 год: Аркадий Арканов (повторно), Алексей Пьянов (повторно), Владимир Вишневский.
- 1988 год: Кир Булычёв, Феликс Кривин, Владимир Орлов.
- 1989 год: Ефим Смолин, Леонид Треер, Олег Донской.
- 1990 год: Михаил Городинский, Владимир Резниченко, Игорь Губерман (премия Кота Бегемота).
- 1991 год: Аркадий Кайданов, Н. Савельева, И. Воронов, Илья Суслов, А. Гартвич, Никита Богословский (повторно), Виктор Шендерович.
- 1992 год: Анатолий Трушкин, Михаил Воздвиженский, Марина Дружинина, Игорь Иртеньев, А. Васильчиков, Ю. Воскобойников.
- 1993 год: Сергей Сатин, В. Горшков, Борис Крутиер, Виталий Ручинский, Александр Кондрашов (премия им. Виктора Веселовского).
- 1994 год: Александр Кондрашов (повторно), Александр Портер, Семён Пивоваров, Александр Ратнер, Борис Замятин, Геннадий Малкин.
- 1995 год: Георгий Фере, Евгений Шестаков, Юрий Арабов, Александр Жуков, Евгений Тарасов, Юрий Базылёв, Виктор Фёдоров.
- 1996 год: Марк Розовский (повторно), Владимир Панков, Лазарь Шерешевский, Георгий Фере (повторно).
- 1997-98 гг.: премия не присуждалась.
- 1999 год: Виктор Коклюшкин, Антон Макуни, Алексей Евтушенко, Владимир Солдатов.
- 2000 год: Александр Пашков, Лорина Дымова, Евгений Лукин, Артур Ио, Виктор Матвийко.
- 2001 год: Андрей Яхонтов, Андрей Мурай, Сергей Власов, Борис Влахко, Александр Дудоладов, Валерий Тарасенко, Валерий Шимберев.
- 2002 год: Людмила Соснова, Михаил Либин, Евгений Обухов, Юрий Студеникин.
- 2003 год: Игорь Алексеев, Нестор Бегемотов, Зиновий Вальшонок, Вячеслав Тарасов, Вячеслав Кондрусь.
- 2004 год: Артур Кангин, Михаил Ларичев, Виктор Плотицын, Андрей Рыжов.
- 2005 год: Александр Костюшин, Михаил Молчанов, Александр Пашков.
- 2006 год: Михаил Мамчич, Людмила Соснова (повторно), Валентин Цветков.
- 2007 год: Виктор Коваль, Виталий Резников, Валерий Роньшин.
- 2008 год: Константин Григорьев, Виктор Скрылёв, Алексей Цапик.
- 2009 год: Виктор Богорад, Сергей Левицкий, Александр Скиба.
- 2010 год: Георгий Териков, Анатолий Трушкин (повторно), Тимур Шаов.
- 2011 год: Сергей Евстратьев, Илья Криштул, Артём Султанов.
- 2012 год: Виталий Будённый, Сергей Саваренский, Сергей Тюнин (повторно).
- 2013 год: Николай Казаков, Александр Мешков, Николай Сулим.
- 2014 год: Александр Ковалёв, Евгений Минин, Алексей Талимонов (художник).
- 2015 год: Сергей Жбанков, Марсель Салимов, Виктор Сумбатов.
- 2016 год: Олег Гонозов, Алексей Добрынин, Тамара Клейман.
- 2017 год: Александр Брюханов, Юрий Викторов, Владимир Гавриков, Леонид Соколов, Валерий Тарасенко (повторно).
- 2018 год: Валерий Антонов, Анатолий Белкин, Николай Казаков (повторно), Татьяна Кормилицына, Александр Петрович-Сыров.